# Liste der Kulturgüter in Cazis
Die Liste der Kulturgüter in Cazis enthält alle Objekte in der Gemeinde Cazis im Kanton Graubünden, die gemäss der Haager Konvention zum Schutz von Kulturgut bei bewaffneten Konflikten, dem Bundesgesetz vom 20. Juni 2014 über den Schutz der Kulturgüter bei bewaffneten Konflikten sowie der Verordnung vom 29. Oktober 2014 über den Schutz der Kulturgüter bei bewaffneten Konflikten unter Schutz stehen.
Objekte der Kategorien A und B sind vollständig in der Liste enthalten, Objekte der Kategorie C fehlen zurzeit (Stand: 1. Januar 2023).

## Kulturgüter
| Foto | | Objekt                                                                                      | Kat. | Typ | Standort                             | Beschreibung |
| ---- | --- | ------------------------------------------------------------------------------------------- | ---- | --- | ------------------------------------ | ------------ |
| ja   | Datei hochladen · Wikidata zu Cresta-Siedlung (Q2671913)                                                               | Cresta, bronzezeitlich-römische Siedlung KGS-Nr.: 02907                                     | A    | G   | Cresta 752376 / 175139               |              |
| ja   | Datei hochladen · Wikidata zu Katholische Begräbniskirche St. Martin (Q29479679)                                       | Katholische Begräbniskirche St. Martin KGS-Nr.: 02908                                       | A    | G   | St. Martinsstrasse 752726 / 176200   |              |
| ja   | Datei hochladen · Wikidata zu Kapelle St. Wendelin (Q29479678)                                                         | Kapelle St. Wendelin KGS-Nr.: 02911                                                         | A    | G   | Oberdorf 9 752140 / 176310           |              |
| ja   | Datei hochladen · Wikidata zu Petrushügel, neolithische-bronzezeitliche und mittelalterliche Höhensiedlung (Q14544257) | Petrushügel, neolithische-bronzezeitliche und mittelalterliche Höhensiedlung KGS-Nr.: 02909 | A    | G   | Ratitscherstrasse 751620 / 177739    |              |
| ja   | Datei hochladen · Wikidata zu Ehemalige Klosterkirche St. Peter und Paul (Q1521320)                                    | Ehemalige Klosterkirche St. Peter und Paul KGS-Nr.: 02910                                   | B    | G   | Oberdorf 8 752205 / 176375           |              |
| ja   | Datei hochladen · Wikidata zu Reformierte Kirche Sarn (Q2137038)                                                       | Reformierte Kirche / Baselgia refurmada KGS-Nr.: 03218                                      | B    | G   | Sarn 750690 / 176160                 |              |
| BW   | Datei hochladen · Wikidata zu Haus mit Durchfahrt (Q29784615)                                                          | Haus mit Durchfahrt / Tgea cun passadi (Lanica) KGS-Nr.: 03219                              | B    | G   | Sarn, Dorfplatz 22 750668 / 176256   |              |
| BW   | Datei hochladen · Wikidata zu Stecherhaus (Q29784613)                                                                  | Stecherhaus KGS-Nr.: 10817                                                                  | B    | G   | Tartar, Kirchgasse 3 751345 / 176120 |              |